# وسام بن یدر
وسام بن یدر (به انگلیسی: Wissam Ben Yedder؛ زادهٔ ۱۲ اوت ۱۹۹۰) بازیکن فوتبال اهل فرانسه است که در پست مهاجم  بازی می‌کند. او سابقهٔ بازی برای تیم ملی فرانسه را دارد.
او فوتبال خود را در تیم آماتور UJA آلفورویل آغاز کرد و در سال ۲۰۱۰ به تولوز پیوست. بن یدر در ۱۷۴ بازی برای این تیم ۷۱ گل به ثمر رساند و از آندره-پیر ژینیاک به‌عنوان بهترین گلزن لیگ در قرن ۲۱ برای این باشگاه پیشی گرفت. در سال ۲۰۱۶ با مبلغ ۱۰ میلیون یورو به سویا نقل مکان کرد و در سه فصل ۱۳۸ بازی انجام داد و ۷۰ گل به ثمر رساند. انتقالی به ارزش ۴۰ میلیون یورو در سال ۲۰۱۹ او را به موناکو برد، جایی که در اولین فصل بازگشت خود به لیگ ۱ به‌طور مشترک به‌عنوان بهترین گلزن لیگ شناخته شد. او در مجموع ۲۰۱ بازی انجام داد و ۱۱۸ گل به ثمر رساند و در سال ۲۰۲۴ از موناکو جدا شد.
در سال ۲۰۲۴، یک دادگاه فرانسوی بن یدر را محکوم به  جرم تعرض جنسی و همچنین جرایم دیگر محکوم کرد.

## اوایل زندگی
وسام بن یدر از تبار تونسی است و گذرنامه تونسی دارد. او در ۱۲ اوت ۱۹۹۰ در سارسل، منطقه وال-دوآز، فرانسه به دنیا آمد و چهارمین فرزند از شش فرزند خانواده است. او در ۱۳ سپتامبر ۲۰۰۱ از طریق فرآیند تابعیت پدرش تابعیت فرانسوی دریافت کرد و در سال ۲۰۰۹ گذرنامه فرانسوی گرفت.
او در منطقه گرژ لگونس بزرگ شد و همچنین یکی از دوستان دوران کودکی او ریاض محرز بود.

## دوران باشگاهی

### تولوز
وسام بن یدر حرفه خود را در باشگاه محلی UJA آلفورویل در لیگ ملی ۲ آغاز کرد و سپس در سال ۲۰۱۰ به تولوز در لیگ ۱ فرانسه پیوست. او در ۱۶ اکتبر ۲۰۱۰ اولین بازی حرفه‌ای خود را در شکست ۲-۰ خانگی مقابل پاری سن ژرمن انجام داد و در ۲۹ دقیقه پایانی به جای یانیس تافر وارد زمین شد. طی دو فصل اول حضورش، او در ۱۳ بازی به‌عنوان بازیکن تعویضی به میدان رفت و اولین گل خود را در ۲۱ آوریل ۲۰۱۲ به ثمر رساند؛ ده دقیقه پس از ورود به زمین به جای پائولو ماچادو، در شکست ۲-۱ مقابل اویان گلزنی کرد.
در سه فصل بعدی لیگ ۱، بن یدر به‌ترتیب ۱۵، ۱۶ و ۱۴ گل به ثمر رساند. در ۱۰ اوت ۲۰۱۲، در نخستین بازی فصل، او در نیمه دوم به جای پانچی سیریکس وارد زمین شد و گل تساوی را در تساوی ۱-۱ مقابل قهرمان فصل قبل و رقیب محلی، مون‌پلیه، به ثمر رساند. در بازی برگشت، آخرین بازی آن فصل در ۲۶ مه ۲۰۱۳، او هر دو گل پیروزی تولوز مقابل مون‌پلیه را به ثمر رساند.
در ۳۰ نوامبر ۲۰۱۳، بن یدر هت‌تریک کرد و تولوز با نتیجه ۵-۱ سوشو را شکست داد. او یک هت‌تریک دیگر در ۱۷ مه ۲۰۱۴ انجام داد و تولوز فصل را با پیروزی ۳-۱ مقابل والنسین به پایان رساند.
در ۲۰ سپتامبر ۲۰۱۴، بن یدر با گلزنی از روی نقطه ضربه پنالتی در تساوی ۳-۳ مقابل کان، تعداد گل‌های خود در لیگ ۱ برای تولوز را به ۳۵ رساند و از آندره-پیر ژینیاک چ به‌عنوان بهترین گلزن باشگاه در قرن ۲۱ پیشی گرفت. او در ۱۹ دسامبر ۲۰۱۵ به رکورد ۵۰ گل در لیگ ۱ دست یافت، زمانی که در تساوی ۱-۱ مقابل لیل گلزنی کرد. در ۹ ژانویه ۲۰۱۶، او هت‌تریک دیگری را در پیروزی ۳-۱ مقابل رنس به ثبت رساند.

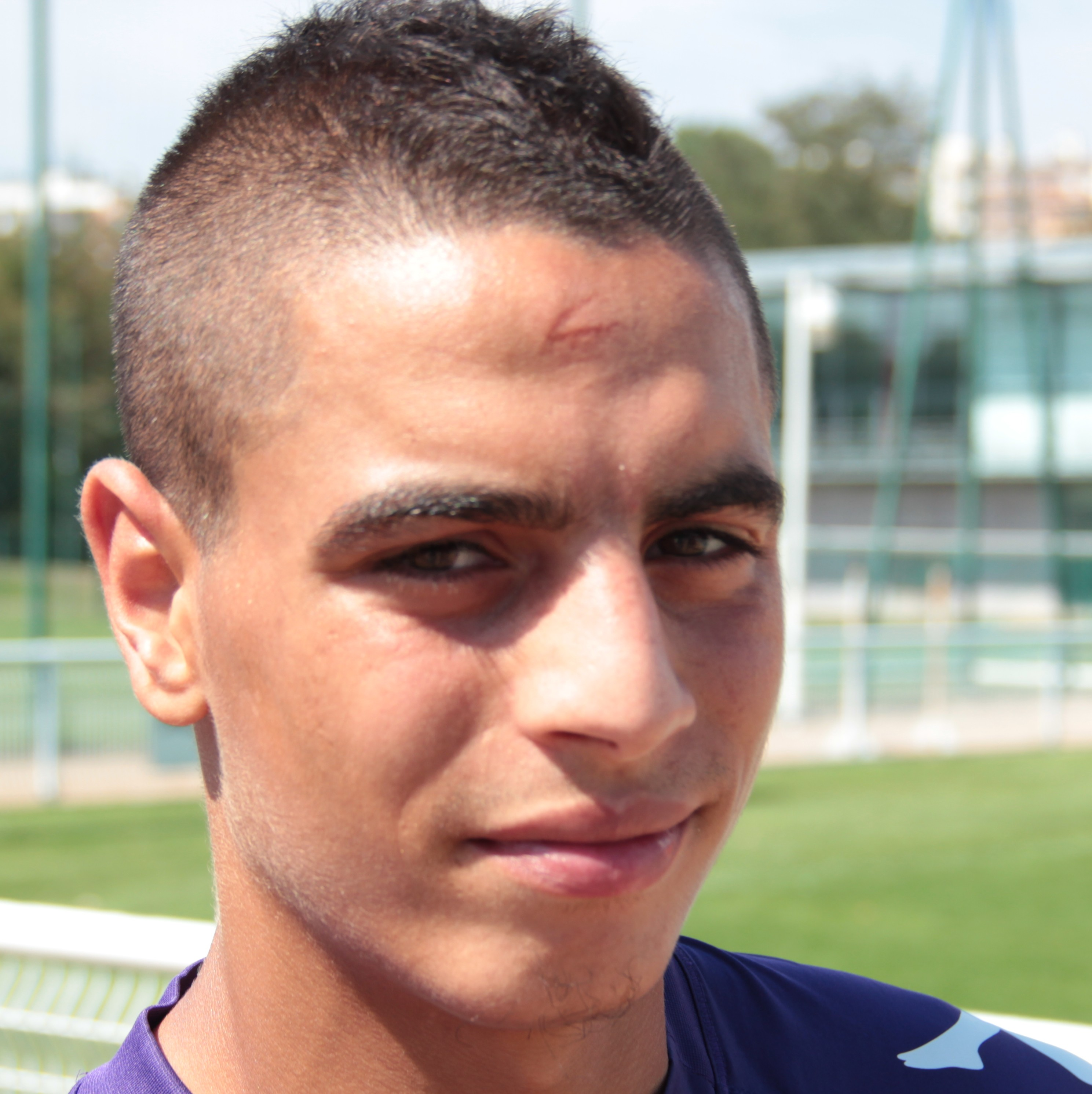
بن یدر با باشگاه فوتبال تولوز در سال ۲۰۱۲

## زندگی شخصی
در آوریل ۲۰۲۳، وسام بن یدر به دلیل تخلفات مالیاتی در دوران حضورش در سویا به شش ماه حبس تعلیقی و جریمه‌ای به مبلغ ۱۳۳,۷۹۹ یورو محکوم شد. او پس از درخواست در سال ۲۰۱۹، مالیات سال ۲۰۱۷ خود را پرداخت کرد اما بهره‌های دریافت‌شده و قرارداد اسپانسری با آدیداس را در اظهارنامه مالیاتی خود لحاظ نکرده بود.
در ۱۱ اوت ۲۰۲۳، دادستان‌های نیس بن یدر و برادرش را به اتهام تجاوز، تلاش برای تجاوز و تعرض جنسی در ارتباط با حادثه‌ای که در ژوئیه در بوسلی، آلپ-ماریتیم اتفاق افتاد، متهم کردند.
در ۹ سپتامبر ۲۰۲۴، دادستان‌های نیس بن یدر را به اتهام تعرض جنسی مربوط به اتفاقی که در ۶ سپتامبر رخ داده بود، متهم کردند. در ۱۲ نوامبر، او به دلیل رانندگی تحت تأثیر الکل، تعرض جنسی و عدم همکاری با مقامات به دو سال حبس تعلیقی محکوم شد. همچنین به پرداخت ۶,۵۰۰ یورو خسارت و ۵,۰۰۰ یورو جریمه محکوم و گواهینامه رانندگی او برای شش ماه تعلیق شد.